# Política del Paraguay
En la política de Paraguay, el sistema adoptado es una República presidencial, lo cual implica que el presidente de la República desempeña simultáneamente el rol de jefe de Estado y jefe de Gobierno. Como resultado, el presidente cuenta con amplias atribuciones, incluida la facultad de designar a los ministros de Estado, así como supervisar a un cuerpo significativo de funcionarios que colaboran en la administración estatal.
La estructura de la República del Paraguay, establecida como un Estado unitario, sufrió cambios fundamentales con la promulgación de la Constitución Nacional de 1992, la cual garantiza la separación de poderes. Según dicho texto constitucional, el país se define como un Estado social de derecho, con unidad y no divisibilidad, además de ser descentralizado. En cuanto a su sistema de gobierno, se basa en una democracia representativa, participativa y pluralista, cimentada en el reconocimiento de la dignidad humana. Tras haber sido calificada como flawed democracy durante un año, la Economist Intelligence Unit (EIU) volvió a clasificar a Paraguay como un "régimen híbrido” en su Índice de Democracia 2024.

## Gobierno Nacional

### Poder Ejecutivo

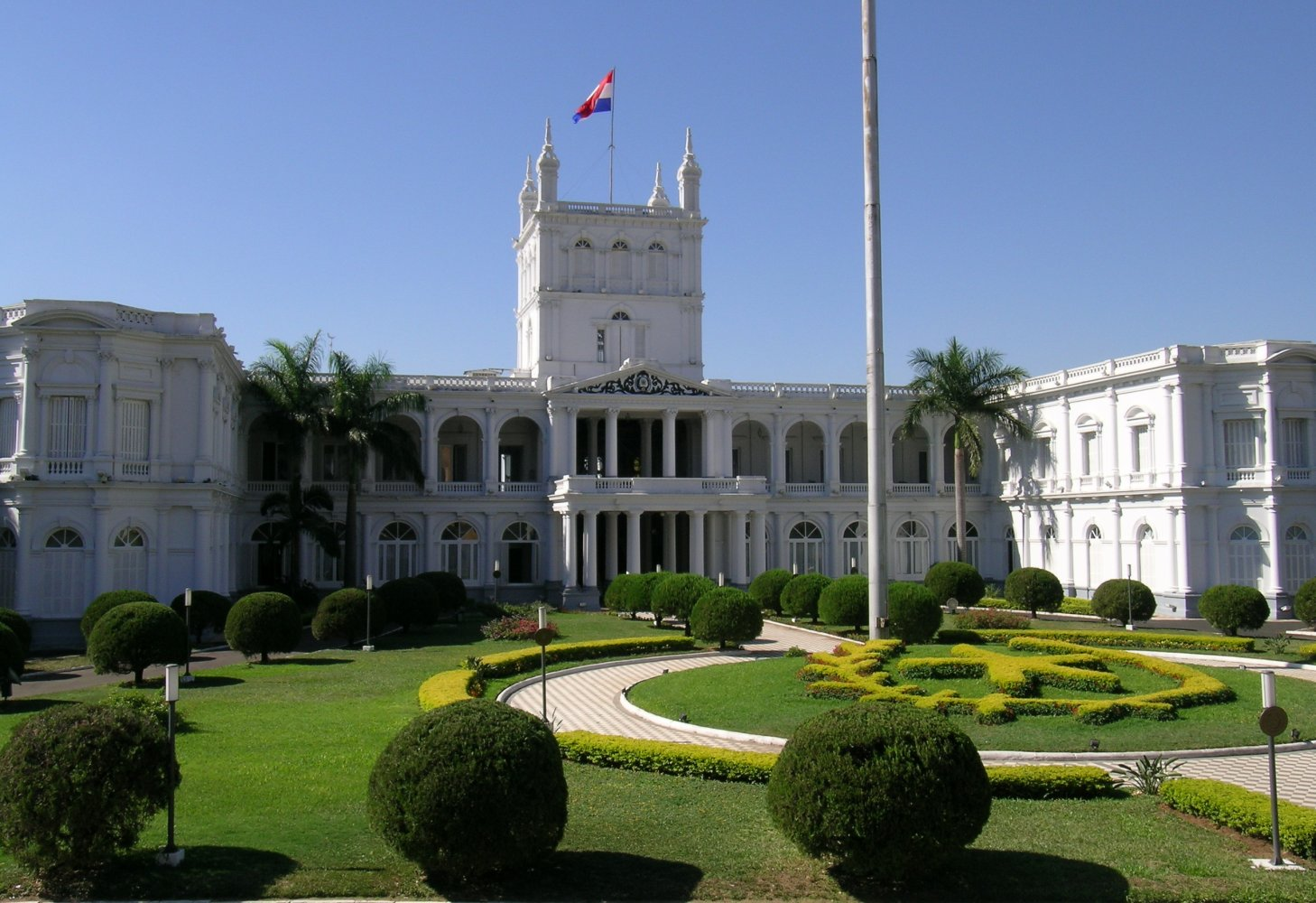
Palacio de los López.

El Poder Ejecutivo es ejercido por el presidente de la República. Además existe un vicepresidente que, en caso de impedimento o ausencia temporal del presidente o vacancia definitiva de dicho cargo, lo sustituye con todas sus atribuciones. El presidente y el vicepresidente son elegidos por votación popular en forma conjunta, sobre la misma boleta, para un mandato de cinco años, sin posibilidad de reelección.
El presidente es el jefe de Estado y de jefe de Gobierno de Paraguay. Tiene, entre otras atribuciones, la facultad de nombrar y remover a su voluntad a los ministros del Poder Ejecutivo, que son los jefes de la administración de sus respectivas carteras, en las cuales, bajo la dirección del presidente de la República promueven y ejecutan la política relativa a las materias de su competencia. La reunión de todos los ministros, por convocatoria del presidente, se denomina Consejo de Ministros. El gabinete o consejo de ministros tiene por finalidad coordinar las tareas ejecutivas, impulsar la política del gobierno y adoptar decisiones colectivas.

### Poder Legislativo

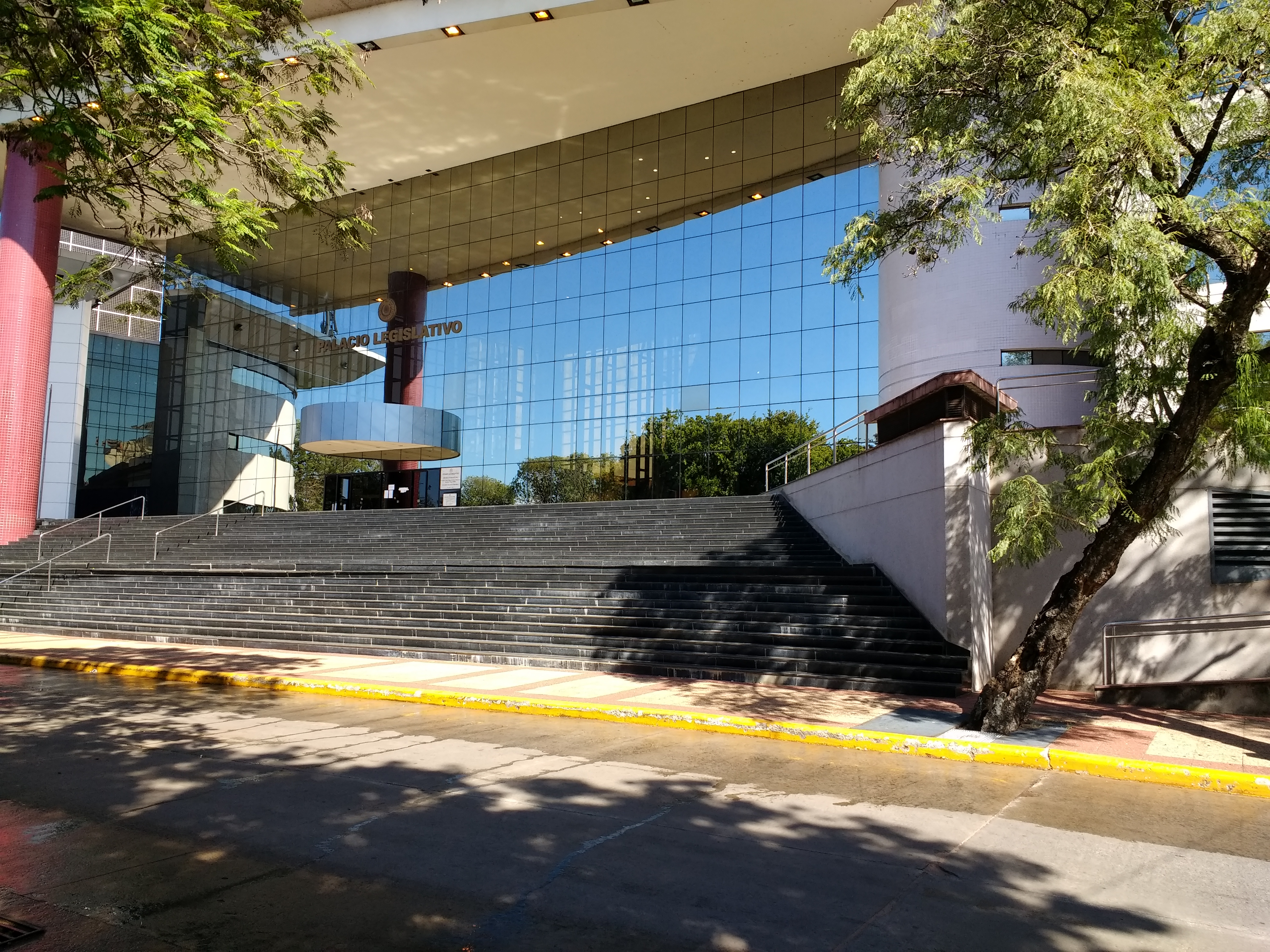
El Congreso de Paraguay.

El Congreso Nacional de Paraguay, también llamado Parlamento Nacional, es el órgano constitucional encargado de ejercer el poder legislativo del Paraguay. Está compuesto por la Cámara de Senadores (cámara alta), y la Cámara de Diputados (cámara baja). El Congreso de Paraguay se conforma por una asamblea bicameral con 125 miembros, dividido en el Senado (45 escaños), y la Cámara de Diputados (80 escaños).
Se reúnen anualmente en sesiones ordinarias desde el 1 de julio de cada año hasta el 30 de junio del año siguiente con un periodo de receso desde el 21 de diciembre al 1 de marzo. Las cámaras del Congreso sesionan conjuntamente en los casos previstos en la Constitución y en el Reglamento del Congreso. Una ley orgánica institucional regula las atribuciones y funcionamiento del Gobierno Nacional en materia de tramitación de los proyectos de ley, los vetos del presidente de la república y tramitación de las acusaciones tramitacionales. Su sede se encuentra en el Palacio Legislativo, sobre las calles 14 de Mayo e/ Avda. República en la ciudad de Asunción capital de Paraguay.
La Cámara de Senadores o Senado representa a la población en una circunscripción nacional, es decir, el territorio paraguayo cuenta como un solo distrito electoral, a diferencia de la Cámara de Diputados. De acuerdo con el Artículo 223 de la Constitución de Paraguay, la Cámara de Senadores se compondrá de cuarenta y cinco miembros (45) titulares como mínimo, y de treinta (30) suplentes, elegidos directamente por el pueblo en una sola circunscripción nacional. La ley podrá acrecentar la cantidad de senadores, conforme con el aumento de los electores. Además, cuenta con los senadores vitalicios (con voz, sin voto), que consisten en aquellos que se hayan desempeñado en el cargo de presidente de Paraguay.
La Cámara de Diputados representa los intereses de cada departamento. De acuerdo con el Artículo 221 de la Constitución de Paraguay, la Cámara de Diputados se compondrá de ochenta (80) miembros titulares como mínimo, y de igual número de suplentes, elegidos directamente por el pueblo en colegios electorales departamentales. La ciudad de la Asunción constituirá un Colegio Electoral con representación en dicha Cámara. Los departamentos serán representados por un diputado titular y un suplente, cuanto menos; el Tribunal Superior de Justicia Electoral, antes de cada elección y de acuerdo con el número de electores de cada departamento, establecerá el número de bancas que corresponda a cada uno de ellos. La ley podrá acrecentar la cantidad de diputados conforme con el aumento de los electores.

### Poder Judicial

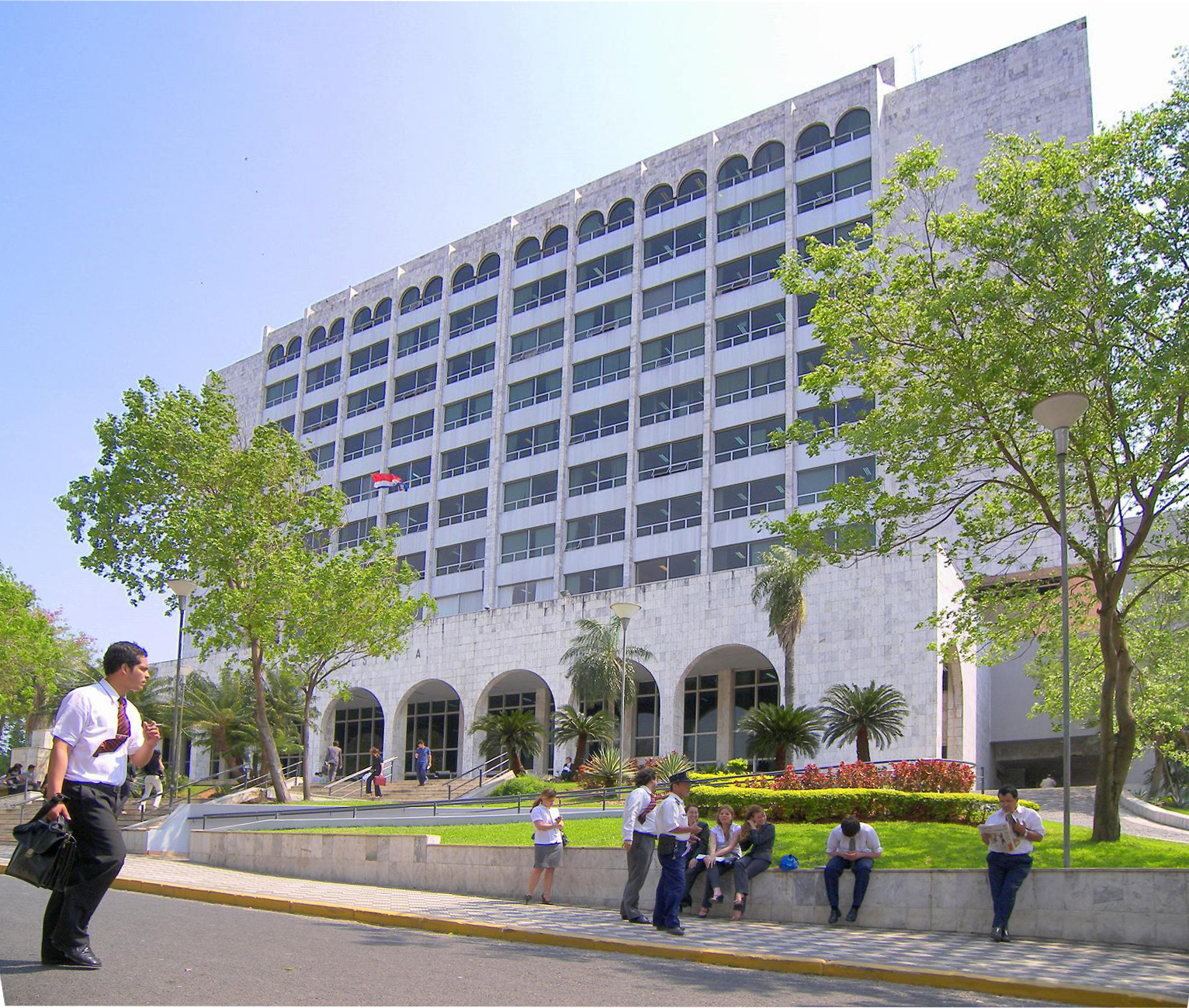
Corte Suprema.

El Poder Judicial está constituido por todos los tribunales de la República del Paraguay, ordinarios y especiales, bajo la dirección de la Corte Suprema, la que tiene la superintendencia directiva, correccional y económica sobre todos los tribunales de la nación. Los tribunales son los encargados de conocer, juzgar y ejecutar todas aquellas causas que la Constitución y las leyes han puesto en la esfera de sus atribuciones. El Senado con el acuerdo del presidente designan a sus nueve miembros o ministros, sobre la base de ternas presentadas por el Consejo de la Magistratura, previa selección basada en la idoneidad, con consideración de méritos y aptitudes.
Se descentraliza en 18 Circunscripciones a lo largo de la República, pues cada departamento del Paraguay posee su propia Circunscripción Judicial, además de la capital Asunción. Cada Circunscripción Judicial del interior de la República cuenta con un Tribunal de Apelaciones, la mayoría de ellos con dos Salas, compuestas de tres camaristas que atienden en alzada los juicios de todos los fueros.

## Gobierno departamental
El gobierno de cada departamento es ejercido por un gobernador y por una Junta Departamental, electos por voto directo de los ciudadanos radicados en los respectivos departamentos, en comicios coincidentes con las elecciones generales, y duran cinco años en sus funciones. Las sedes de estas gobernaciones están ubicadas en las respectivas capitales departamentales.
El gobernador representa al Poder Ejecutivo en la ejecución de la política nacional, mientras que la Junta Departamental representa al Poder Legislativo departamental, y está compuesta por concejales departamentales titulares y suplentes. El número de éstos concejales departamentales varía acorde a la población de cada departamento. Así mismo, cada departamento tiene su Circunscripción Judicial (que representa al Poder Judicial), a su vez dependiente de la Corte Suprema de Justicia de Paraguay, con sede en Asunción. Por otra parte, cada departamento tiene su cupo para la Cámara de Diputados de Paraguay, representando al Poder Legislativo Nacional; y cada departamento posee su Jefatura o Dirección de Policía departamental, dependiente de la Policía Nacional del Paraguay. 
La competencia de los gobiernos departamentales son coordinar sus actividades con las de las distintas municipalidades del departamento; organizar los servicios departamentales comunes, tales como obras públicas, provisión de energía, de agua potable y los demás que afecten conjuntamente a más de un Municipio, así como promover las asociaciones de cooperación entre ellos; preparar el plan de desarrollo departamental, que deberá coordinarse con el Plan Nacional de Desarrollo, y elaborar la formulación presupuestaria anual, a considerarse en el Presupuesto General de la Nación; coordinar la acción departamental con las actividades del gobierno central, en especial lo relacionado con las oficinas de carácter nacional del departamento, primordialmente en el ámbito de la salud y en el de la educación; disponer la integración de los Consejos de Desarrollo Departamental y demás que establezca la ley.

## Gobierno municipal
El gobierno de cada municipio es ejercido por la Intendencia Municipal y la Junta Municipal, de acuerdo a lo establecido en el artículo 20 de la Ley Orgánica Municipal (LOM). Quienes conforman la intendencia son el Intendente y las dependencias administrativas del municipio. El Intendente es el administrador general del distrito, quien es electo en forma directa por los ciudadanos para operar por un periodo de 5 años, mientras que los concejales integrados en la Junta Municipal duran 5 años en sus funciones, con posibilidad de ser reelectos, y cuya función se limita al de un órgano deliberante y legislativo del gobierno municipal.
Según al artículo 24 de la LOM, la cantidad de concejales que un municipio requiere varía de acuerdo al monto presupuestario que el Estado emite a la jurisdicción. La ciudad de Asunción, por ser la capital del país, es el único municipio con 24 concejales municipales (tanto titulares como suplentes). Para el resto de los municipios, la Ley Orgánica Municipal establece que las Municipalidades de primer y segunda categoría contarán con 12 concejales municipales titulares y suplentes; mientras que las Municipalidades de tercera categoría contarán con 9 concejales municipales titulares y suplentes. Así mismo cada municipio posee su Policía Municipal de tránsito, dependiente del gobierno Municipal.
Cada municipio se gobierna desde la municipalidad en instancias similares a nivel nacional: el Intendente equivaldría a un órgano ejecutivo, y la Junta Municipal a un órgano legislativo y normativo. La junta municipal se encarga de dictar leyes u ordenanzas, que son las normas jurídicas municipales cuya fuerza obligatoria se aplica dentro de los límites del distrito. Existen tres tipos de actos de gobierno que dan lugar a la dinámica del funcionamiento municipal: Ordenanza, Reglamento y Resolución municipales.
Las ordenanzas son reglamentos de carácter general para la comunidad, sancionadas por la Junta y promulgadas por la Intendencia, y sirven para establecer derechos, obligaciones y prohibiciones para los habitantes del distrito y para los habitantes del país que por alguna razón se encuentran en la jurisdicción. La iniciativa de los proyectos de ordenanzas se consensúa entre los miembros de la Junta, el Intendente y los ciudadanos por iniciativa popular; tienen fuerza de ley local, es decir, dentro del municipio, pero deben ajustarse a la ley dictada por el Congreso Nacional. Los reglamentos son normas internas de carácter general dictadas por la Junta o el Intendente, y sirven para organizar las reparticiones administrativas de la municipalidad. Las resoluciones son normas aplicadas a casos específicos o particulares, ya sea a un individuo o grupo determinado, y pueden ser dictados indistintamente por la Junta o el Intendente.

## Elecciones

### Elecciones generales
Según la organización política, en las elecciones generales se eligen el presidente, el vicepresidente, 45 senadores (más 30 suplentes), 80 diputados (más 80 suplentes), 17 gobernadores, 17 juntas departamentales y los 18 miembros del Parlamento del Mercosur (más 18 suplentes). Se realizan cada cinco años, generalmente en abril. Las últimas elecciones generales fueron en el año 2023, 2018, 2013. Las próximas serán en 2028, 2033, 2038.
El presidente electo asume el cargo el 15 de agosto y lo dejará en cinco años de gobierno, sin posibilidad de reelección. Lo mismo ocurrirá con el otro integrante de la misma dupla, que se posesionará como vicepresidente. Los senadores y diputados asumen el cargo el 1 de julio, y lo dejarán en cinco años de gobierno, con posibilidad de reelección. 

### Elecciones municipales
En las elecciones municipales se eligen al Intendente y a los concejales que integrarán la Junta Municipal de cada distrito del país. Se realizan cada cinco años, generalmente en noviembre. Las últimas elecciones generales fueron en el año 2021, 2015, 2010. Las próximas serán en 2026, 2031, 2036. Los intendentes y las juntas municipales electas asumen el cargo el 19 de diciembre y lo dejarán en cinco años de gobierno, con posibilidad de reelección.

### Elecciones internas de partidos políticos
En las elecciones internas de los partidos políticos, se eligen a los candidatos que representarán al partido político tanto en las elecciones generales, como las municipales. Las elecciones internas para las generales se realiza a finales del año anterior al año electoral. Mientras que para las municipales se suelen realizar a mediados del mismo año electoral.

## Corrupción
Durante el siglo XX y comienzos del siglo XXI, el gobierno paraguayo recayó en la corrupción política, dando lugar a prácticas como el uso ilegítimo de información privilegiada, el tráfico de influencias, sobornos, extorsiones, influencias, fraudes, malversación, la prevaricación, el caciquismo, el nepotismo y la impunidad. Así, en el 2019, Paraguay ocupaba el ranking 139.º del Índice de Percepción de Corrupción (IPC), elaborado por la organización Transparencia Internacional.
En el 2009, según datos de esta misma entidad, Paraguay lideraba el IPC dentro del Mercosur y en Latinoamérica figuraba en segundo lugar.
La desaparición de la dictadura militar de 35 años (1954-1989) en Paraguay, bajo el gobierno del general Alfredo Stroessner, dio lugar a la "Transición Democrática Paraguaya" 1989-2008), la cual se prolongó durante dos décadas. Sin embargo, la corrupción política durante la dictadura sentó las bases de un aparato clientelista.
Un informe del Congreso de los Estados Unidos indica que debido al pasado autoritario del país, las instituciones del Estado de Paraguay fueron débiles, e incluso, frágiles a influencias de la sociedad civil y de la prensa. Por tal motivo, no pudieron fortalecerse, dando lugar a que la corrupción -que aún persiste- socave la consolidación democrática y el desarrollo económico.
En 1992, se adoptó en Paraguay una nueva constitución y en 1993 se eligió por primera vez a un presidente civil luego de 40 años, que fue Juan Carlos Wasmosy, el cual fue imputado por corrupción. Según la revista Interforum, en la galería de los corruptos latinoamericanos de 1992 a 2002, se registra a tres expresidentes de Paraguay: Raúl Cubas, Juan Carlos Wasmosy, Luis González Macchi.
También está la corrupción en el manejo indebido de los fondos públicos, dando lugar a casos de desfalcos o malversaciones, apropiación indebida, desvío de fondos y manejo discrecional. El monto defraudado al Estado Paraguayo entre 1970-1999 podría ascender a los USD 33 232 millones, realizados en las principales dependencias y entidades del gobierno. También se incluye casos de fraude electoral e irregularidades en el proceso de licitación de los servicios públicos a empresas privadas.
Al descubrirse casos de corrupción, la prensa ha influido en los cambios de figuras políticas o líderes influyentes dentro del Estado Paraguayo. Sin embargo, la denuncia en la prensa de estos casos aún no ha contribuido a la caída de un gobierno, pero ha influido en acelerar la salida de líderes del gobierno paraguayo.